# Agnieszka Mozer
Agnieszka Mozer ( ur. 6 października 1986) – polska esperantystka.

## Życiorys
Córka esperantystki Aliny Mozer. Mieszka w Warszawie. W latach 2010-2012 była przewodniczącą Polskiej Młodzieży Esperanckiej. Organizowała Międzynarodowe Kongresy Młodzieży. Od 2005 roku była członkiem zarządu, a od czerwca 2019 roku pełni funkcję wiceprezeski Polskiego Związku Esperantystów. 